# Ленинский район (Нижний Тагил)
Ленинский район — один из трёх внутригородских районов города Нижнего Тагила Свердловской области России. Расположен в центральной и западной частях города.

## История
Официальной датой создания Ленинского района Нижнего Тагила является 14 сентября 1936 года. В этот день президиум Нижнетагильского горсовета вынес решение о завершении организации Сталинского и Ленинского районных Советов. К этому времени территория Ленинского района уже имела развитую инфраструктуру и промышленность, в частности, здесь уже работали Высокогорский железный рудник, Высокогорский механический завод, Завод имени Куйбышева.
В 1957 году Ленинский район был расширен в соответствии с Указом Президиума Верховного Совета РСФСР за счёт территории упразднённого Сталинского района Нижнего Тагила, и к настоящему времени его площадь составляет 373 кв.км.

## Структура
Ленинский район включает в себя следующие микрорайоны:
- Центр (частично, 80 % территории);
- Выя;
- Лебяжка;
- ВМЗ;
- Старая Выя;
- Кирпичный;
- Песчаный;
- Евстюниха;
- Зайгора;
- Рогожино;
- Верхняя Черемшанка;
- Нижняя Черемшанка;
- Верхневыйская Плотина;
- Старая Гальянка;
- Горбуново;
- Голый Камень;
- Старатель;
- Новые Ключики.

## Население
| 1959     | 1970     | 1979     | 1989     | 2002     | 2009     | 2010     |
| -------- | -------- | -------- | -------- | -------- | -------- | -------- |
| 135 010  | ↗138 126 | ↗148 268 | ↘145 557 | ↘121 012 | ↘114 784 | ↗117 035 |
| 2012     | 2013     | 2014     | 2015     | 2016     | 2017     | 2018     |
| ↘116 071 | ↘115 818 | ↘115 341 | ↘114 813 | ↘114 508 | ↘114 342 | ↘113 841 |
| 2019     | 2021     |          |          |          |          |          |
| ↘113 275 | ↘106 372 |          |          |          |          |          |

## Промышленность
На территории Ленинского района Нижнего Тагила расположен ряд крупных городских предприятий:
- «Высокогорский горно-обогатительный комбинат»
- «Тагилхлеб»
- «Тагильское пиво»
- Кондитерская фабрика «КДВ Нижний Тагил»
- Рыбокомбинат «Интератлантик»
- «Уральские газовые сети»
- «Водоканал-НТ»
- МУП «Тагилэнерго»
- «Тагилэнергосети»
- «Нижнетагильские электрические сети»
- «Свердловэнерго».

## Образование
В Ленинском районе действуют 10 учреждений начального, среднего и высшего профессионального образования, в том числе Нижнетагильский горно-металлургический колледж им. Е. и А. Черепановых. Также здесь работают 66 общеобразовательных учреждений и учреждений дошкольного и дополнительного образования, 20 учреждений физической культуры и спорта.

## Религия
На территории Ленинского района находятся следующие храмы:
- Свято-Троицкий собор;
- Казанский собор;
- Храм Александра Невского;
- Новоапостольская церковь;
- Церковь адвентистов седьмого дня.

## Культура
В Ленинском районе расположены многочисленные учреждения и памятники культуры. В их числе:
- Лисья гора;
- Нижнетагильский музей-заповедник «Горнозаводской Урал»;
- Нижнетагильский драматический театр имени Д. Мамина-Сибиряка;
- Нижнетагильский театр юного зрителя имени П.П.Бажова;
- Нижнетагильский театр кукол;
- Нижнетагильская филармония;
- Нижнетагильский цирк;
- КДК «Современник»;
- Кинотеатр «Родина-Киномакс»;
- Городской дворец молодёжи;
- Дворец культуры школьников;
- Дворец культуры «Юбилейный»;
- Дворец культуры «Салют»;
- Дворец культуры «Мир».

## Спорт
- Стадион «Юность»;
- Стадион «Высокогорец»;
- Стадион «Юпитер»;
- Стадион «Салют»
- Стадион «ВЖР»;
- Бассейн «Дельфин»;
- Бассейн «Юпитер»;
- Коммерческий бассейн «Цунами».

## Галерея

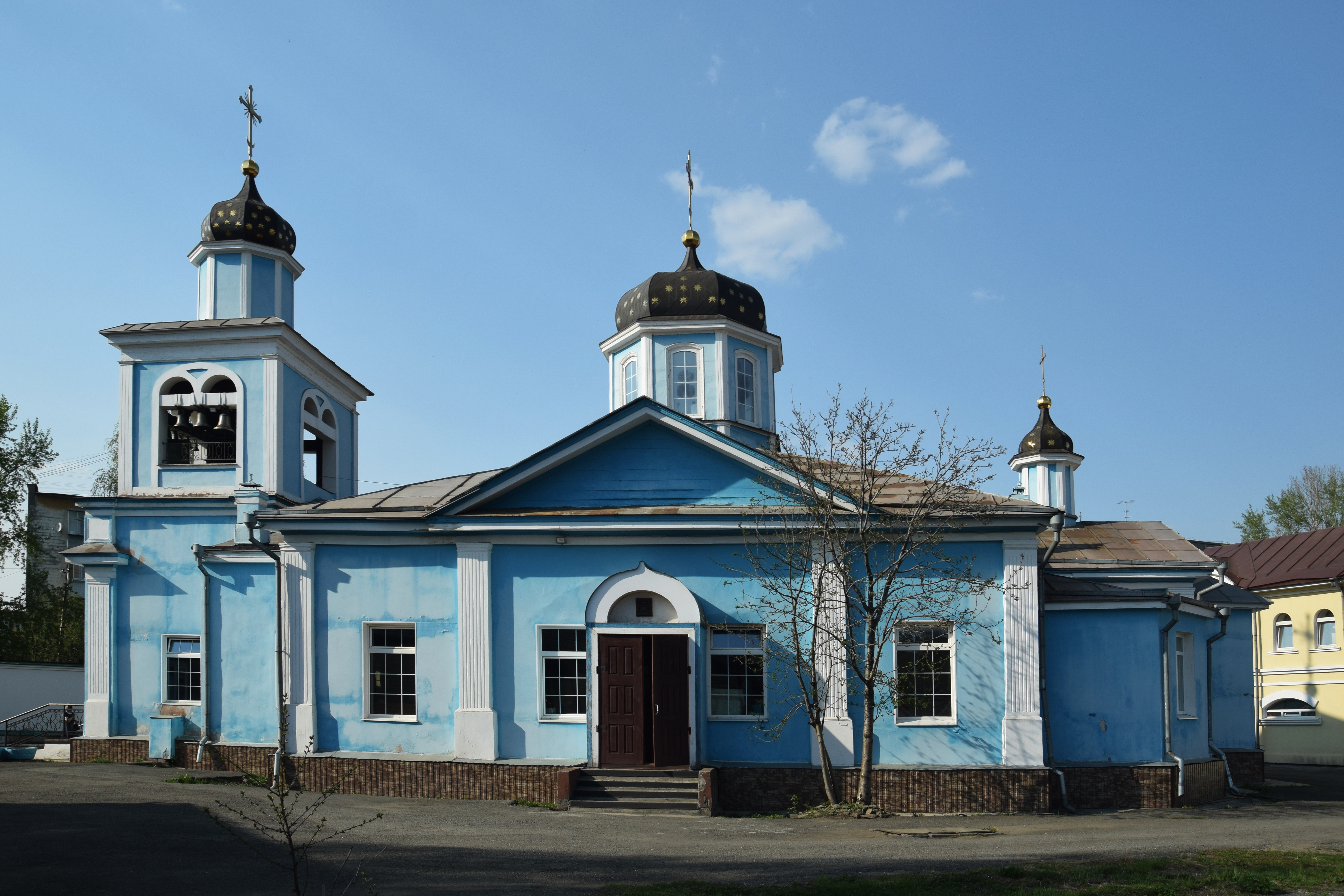
Казанский собор
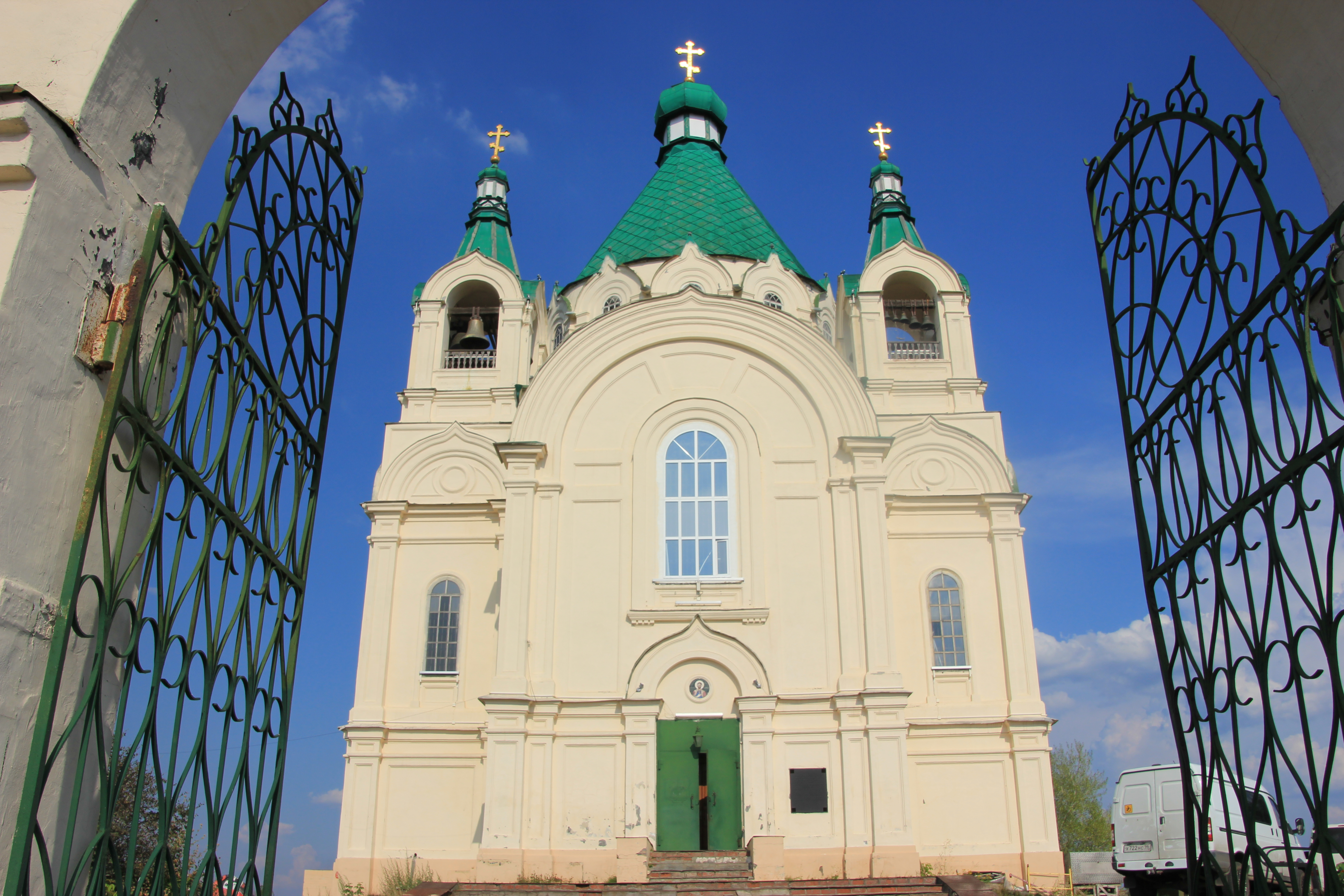
Храм Александра Невского
Нижнетагильский музей-заповедник «Горнозаводской Урал»
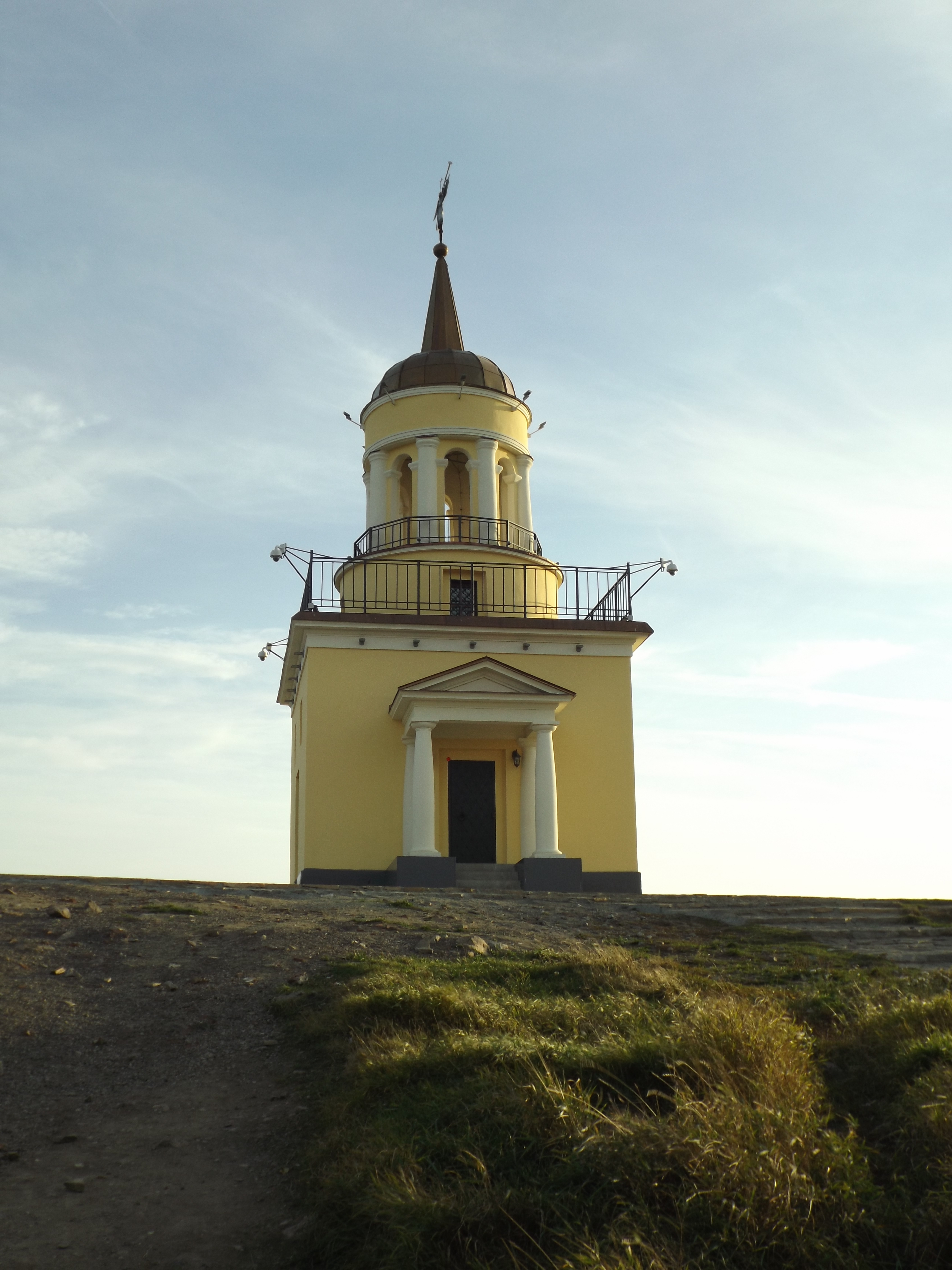
Лисьегорская башня